# Реюнион
Реюнион (на френски: La Réunion) е остров в Индийския океан и отвъдморски департамент на Франция. На площ 2512 км² е с население 885 700 жители към 1 януари 2024.
Островът е населяван още от XVI век, когато на него се заселват хора от Франция и Мадагаскар. Робството на острова е отменено на 20 декември 1848 г., когато Френската втора република забранява робството в колониите си. Въпреки това робският труд продължава, след като на острова са преселени работници от Южна Индия.
Като част от Франция официалният език на Реюнион е френският. Все пак голяма част от местното население говори реюнионски креолски. Като отвъдморски департамент на Франция Реюнион е част от Еврозоната.

## Статут
Реюнион е равнопоставена част от Френската република. Има статут на отвъдморски департамент, както и свое представителство в двете камари на френския парламент. Административен център на региона е град Сен Дьони. Територията е част от Европейския съюз и еврото е официално разплащателно средство. Административно към Реюнион принадлежат още пет острова в Индийския океан с обща площ 44 km².
- Остров Тромлен, разположен на 540 km североизточно от Реюнион с площ 1 km² и височина 7 m.
- Отрови Глорьоз, разположени Мозамбикския проток, на 200 km северозападно от Мадагаскар, с обща площ 7 km² и височина до 12 m. Състоят се от два острова – Голям Глорьоз и Лис.
- Остров Баса да Индия, разположен в южната част на Мозамбикския проток, на 400 km западно от Мадагаскар и представлява атол от коралови островчета и лагуна с обща площ 0,2 km² и височина до 3 m.
- Остров Жуан да Нова, разположен в Мазамбикския проток, на 150 km западно от Мадагаскар, с площ 4,4 km² и височина до 10 m.
- Остров Европа, разположен в южната част на Мозамбикския проток, на 250 km западно от Мадагаскар, с площ 28 km² и височина до 24 m.

## География
Островът е разположен в югозападната част на Индийския океан, на 700 km източно от Мадагаскар и на 170 km югозападно от Мавриций. Общата му площ е 2502 km², а дължината на бреговата линия – 207 km. От природогеографска гледна точка е част от Африка.
Има вулканичен произход и предимно планински релеф. Най-висока точка на острова е угасналия вулкан Питон де Неж (Piton des Neiges – „Заснеженият връх“), 3069 m. Има и един действащ вулкан Фуриез с височина 2631 m.
Климатът е тропичен, влажен, пасатен. Средна температура на най-топлия месец (февруари) 25°С, а на най-хладния (август) 15 – 18°С. Наветрената източна част получава над 4000 mm валежи годишно. Между 15 и 16 март 1952 г. на острова пада 1869,9 mm дъжд за 24 часа, което е абсолютен рекорд за денонощен валеж на Земята.
Източната влажна част до 2000 m н.в. е покрита с гъсти тропични гори, които са силно намалели от човешката дейност, а нагоре следват иглолистни гори и пасища. Западната, по-суха част на острова е заета от савани.

## История
Арабските мореплаватели са първите хора, дали сведения за острова. Те го нарекли „Дина Моргабин“, значещо „Западен остров“. Първите европейци, достигнали до острова, са португалците през 1513 г., наименувайки го „Санта Аполония“.
По-късно островът е завладян от французите и администриран от Порт Луи, Мавриций. Островът е наименуван Бурбон (Île Bourbon) от Луи XIII през 1649 г.
Името „Реюнион“ е дадено през 1793 г., след падането на династията на Бурбоните, а новото име отразява обединението на революционерите от Марсилия с Националната гвардия в Париж, което се осъществило на 10 август 1792 г. През 1802 г. островът е преименуван в чест на Наполеон (Île Bonaparte). През 1810 г. островът е превзет от британската флота, които го наименуват отново Бурбон.
Когато островът е върнат на Франция след Виенския конгрес през 1815 г., той останал с името Бурбон. Когато възстановената династия на Бурбоните паднала от власт през 1848 г., островът отново сменя името си на Реюнион.
След отварянето на Суецкия канал през 1869 г. значението на острова като важна спирка по пътя към Източните Индии рязко спада.
През 1940 г. местните органи на властта запазват лоялност към режима на Виши в континентална Франция. През 1942 г. островът е окупиран от британски сили. Реюнион е върнат на Франция и получава статут на отвъдморски департамент на 19 март 1946 г.
През 2005 – 2006 г. Реюнион е ударен от епидемия на чикунгуня, болест, разпространявана от комарите. Близо 255 000 души на острова се заразяват, като съседните Мавриций и Мадагаскар впоследствие също са ударени от епидемията.

## Население
В периода от XVII до XIX век, френските имигранти, заедно със заселваните африканци, китайци, малайци и индийци, образуват своеобразната етническа смес, която днес представлява населението на острова. През 2013 година има население от 844 994 души, което го прави най-населеният отвъдморски департамент на Франция.
На острова има необичайно голям брой хора от т.нар. кръвна група „бомбайски фенотип“.
| Година | Население |      | Година  | Население |         | Година | Население |
| 1671   | 90        | 1830 | 101 300 | 1961      | 349 282 |        |           |
| 1696   | 269       | 1848 | 110 300 | 1967      | 416 525 |        |           |
| 1704   | 734       | 1849 | 120 900 | 1974      | 476 675 |        |           |
| 1713   | 1171      | 1860 | 200 000 | 1982      | 515 814 |        |           |
| 1717   | 2000      | 1870 | 212 000 | 1990      | 597 823 |        |           |
| 1724   | 12 550    | 1887 | 163 881 | 1999      | 706 300 |        |           |
| 1764   | 25 000    | 1897 | 173 192 | 2006      | 781 962 |        |           |
| 1777   | 35 100    | 1926 | 182 637 | 2011      | 828 581 |        |           |
| 1789   | 61 300    | 1946 | 241 708 | 2016      | 852 924 |        |           |
| 1826   | 87 100    | 1954 | 274 370 | 2019      | 866 506 |        |           |

## Икономика
Добивът на захарна тръстика е основният земеделски продукт и перо от износа на острова. Риболовът също е традиционно развита дейност.
Все по-значима роля в икономиката е развитието на туризма. Островът с красивата си природа успява да привлича туристи от Франция и другите страни на ЕС.

## Личности, свързани с Реюнион
- Ролан Гарос (1888 – 1918) – авиатор, роден в Сен Дени, о. Реюнион;
- Димитри Пайет (р. 1987) – футболист, национал на Франция;